# Бортникова (деревня)
Бортникова — упразднённая в сентябре 1986 года деревня. Располагалось на территории современного муниципального образования «Каменский городской округ» Свердловской области.

## История
Упоминается в донесении старосты Каменской слободы 1709 года, как сожжённая и разрушенная башкирами. Так названа, вероятно, по тому, что первопоселенцы занимались бортничеством (пчеловодством). Жители деревни были участниками Пугачёвщины в 1774 году и «картофельного бунта» 1842—1843 годах. Была приписана к Каменскому заводу.
В 1926 году в составе Покровского района. В 1950-х в составе Беловодского сельсовета (в 1976 году переименован в Позарихинский) Каменского района.
Решением облисполкома № 355 от 29 сентября 1986 года исключена из учётных данных Позарихинского сельсовета.

## Население
- По данным 1904 года — 33 дворов с населением 210 человек (мужчин — 104, женщин — 106), все русские[3].
- По данным переписи 1926 года в деревне было 49 дворов с населением 234 человека (мужчин — 109, женщин — 125), все русские[4].